# Колайдер

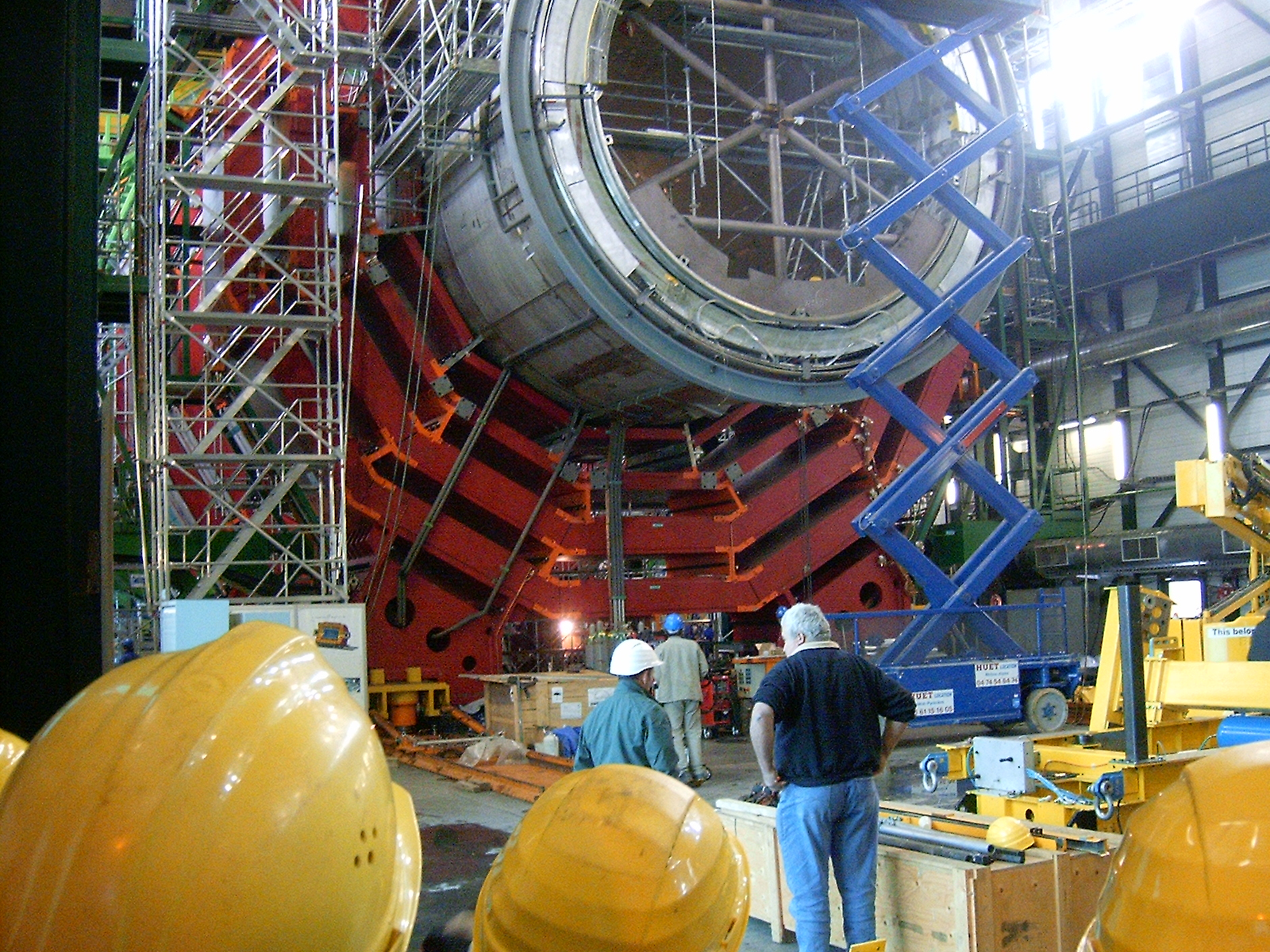
Великий адронний колайдер у CERN

Кола́йдер, зіштовхувач (від англ. collide — зіткнути) — це система з двох прискорювачів заряджених частинок, в якій два пучки прискорюються назустріч один одному,  і тому енергія взаємодії у системі центра мас більша, порівняно з експериментами з фіксованою мішенню.
Існує два типи прискорювальних установок: прискорювачі з нерухомою мішенню і прискорювачі із зустрічними пучками (або колайдери). У прискорювачах першого типу частинки після прискорення виводять з прискорювальної камери і направляють на нерухому мішень, наприклад, металеву пластину. В цьому випадку далеко не вся кінетична енергія прискореної частинки може бути "вкладена" в досліджуваний процес, наприклад, у внутрішнє збудження атомного ядра або частинки-мішені або в народження нової частинки, так як значна, а часто і переважна частина цієї енергії не може бути "вилучена" у частинки, оскільки йде на "забезпечення" виконання закону збереження імпульсу - великий імпульс частинки до зіткнення повинен зберегтися у вигляді великого імпульсу (а значить, і кінетичної енергії) продуктів реакції.
Конкретні оцінки (див. еквівалентна енергія) дозволяють побачити величезну різницю між кінетичними енергіями, наприклад, протонів в прискорювачі з нерухомою мішенню і з зустрічними пучками, які необхідні для народження частинок великої маси.
Величезну енергетичну перевагу прискорювачів на зустрічних пучках зробила їх абсолютно необхідним атрибутом сучасних центрів дослідження фізики елементарних частинок. Є дві основні схеми реалізації колайдера. Якщо зустрічні пучки складаються з частинок, що мають рівні маси і протилежні за знаком заряди (тобто античастинки, наприклад, електрон-позитрон або протон-антипротон), то для обох пучків використовується одне кільце магнітів. В деяких точках цього кільця є ділянки взаємодії прискорених зустрічних пучків. Якщо ж зустрічні частинки мають однакові заряди або різні маси (наприклад, протон-протон або електрон-антипротон), то необхідні два кільця магнітів, і в деяких місцях створюються області зіткнення (перетину) пучків.
Під зустрічними пучках, що рухаються назустріч один одному, накопичується максимально можливе число частинок (до 1015 в пучку). Проте густина частинок, що накопичуються, досить мала і при кожному оберті реально стикаються не всі частинки. Взаємодія пучків майже не порушує динаміку їхнього руху в прискорювальному кільці, і пучки  можуть циркулювати в прискорювачі без поповнення від декількох годин до однієї доби.
Важливою характеристикою колайдера є світність, що позначається буквою L (від англ. Luminosity).

## Приклади колайдерів
- SuperKEKB — електрон-позитронний колайдер, побудований в Японії.
- HERA (DESY) — протон-електронний колайдер (318 ГеВ).
- Теватрон, Лабораторія Фермі — протон-антипротонний колайдер (1 TеВ).
- Релятивістський колайдер важких іонів (англ. The Relativistic Heavy Ion Collider, RHIC) — прискорювач важких іонів, розташований в Брукхейвенській національній лабораторії, штат Нью-Йорк.
- LEP, CERN — електрон-позитронний колайдер (209 ГеВ).
- Великий адронний колайдер (LHC), CERN — адронний колайдер (14 ТеВ).
- CLIC, CERN — електрон-позитронний колайдер (3 ТеВ).
- Майбутній кільцевий колайдер — проект розробки дизайну прискорювача заряджених частинок, що зможе замінити Великий адронний колайдер.